# Katinka Hosszú
Dans le nom hongrois Hosszú Katinka, le nom de famille précède le prénom, mais cet article utilise l’ordre habituel en français Katinka Hosszú, où le prénom précède le nom.
Katinka Hosszú, née à Pécs le 3 mai 1989, est une nageuse hongroise spécialiste des épreuves de quatre nages. Championne olympique sur 100 m dos, 200 m et 400 m quatre nages et neuf fois championne du monde sur 200 m et 400 m quatre nages entre 2009 et 2019, elle détient en grand bassin les records du monde du 200 m quatre nages et du 400 m quatre nages ainsi qu'en petit bassin ceux du 100 m quatre nages, du 200 m quatre nages, du 400 m quatre nages, du 100 m dos et du 200 m dos.

## Carrière
Issue d'une famille de sportifs, Katinka Hosszú commence dans sa jeunesse la natation sous la direction initiale de son grand-père.
Katinka Hosszú, à 15 ans, est sélectionnée pour les Jeux olympiques d'Athènes de 2004. Elle est 31e des séries du 200 m nage libre. Elle obtient sa première médaille internationale aux Championnats d'Europe en petit bassin 2004, le bronze sur le 400 m quatre nages.
Lors des Championnats du monde 2009, elle décroche deux médailles de bronze sur le 200 m papillon et le 200 m quatre nages avant de conquérir le titre planétaire sur le 400 m quatre nages en battant son record personnel de sept secondes en 4 minutes 30 secondes 31. Aux Jeux olympiques de Londres 2012, elle est inscrite sur quatre épreuves, obtenant son meilleur résultat sur le 400 m quatre nages achevé à la quatrième place. Ce résultat constitue pour elle un échec qui l'amène à envisager de mettre un terme à sa carrière. Renonçant à cette idée, elle modifie son rapport à son sport en choisissant de « multiplier » sa participation à des compétitions.
En 2013, Hosszú remporte deux titres aux Championnats du monde disputés à Barcelone sur 200 m et 400 m quatre nages. Elle gagne également le bronze sur 200 m papillon. Dans la foulée de ces mondiaux, la Hongroise bat à deux reprises le record du monde du 200 mètres 4 nages en petit bassin puis également à deux reprises celui du 100 mètres 4 nages lors de l'étape de Coupe du monde de natation d'Eindhoven,. Lors de l'étape suivante disputée à Berlin, elle bat à nouveau le record du monde du 100 mètres 4 nages et bat également celui du 400 mètres 4 nages.
En 2014, Hosszú remporte trois titres aux Championnats d'Europe disputés à Berlin sur 100 m dos, 200 m et 400 m quatre nages. Elle gagne également l'argent sur 200 m nage libre et le bronze sur 200 m papillon et relais 4 × 200 m nage libre. Après ces championnats, la Hongroise bat lors de l'étape de Coupe du monde de natation de Doha, compétition qui se dispute en petit bassin, les records du monde du 100 m, 200 m et 400 m quatre nages. Elle obtient aussi le record d'Europe du 100 m dos. Le record du 100 m quatre nages est battu en séries. Lors de l'étape suivante de Dubaï, elle bat à nouveau le record du 200 m quatre nages, le portant ainsi à 2 min 02 s 13, puis celui du 100 m quatre nages, à nouveau en séries, et en 56 s 85,. Chaque record du monde lui rapporte 10 000 dollars. Lors du premier jour des Championnats du monde en petit bassin 2014, Hosszú obtient l'argent du 200 mètres papillon et du 400 mètres quatre nages, à chaque fois derrière Mireia Belmonte qui bat le record du monde de ces disciplines. Le lendemain, elle gagne le 100 mètres dos avec le record du monde de la discipline. Le troisième jour de ces championnats, elle remporte le 200 mètres dos ainsi que le 100 mètres quatre nages avec à chaque fois le record du monde. Le quatrième jour, elle gagne le 200 mètres quatre nages avec aussi le record du monde. Hosszú devient cette année-là la première nageuse à obtenir plus d'un million d'euros de gains en carrière en ne prenant en compte que l'argent gagné par des participations à des compétitions,.
En 2015, Hosszú commence les Championnats du monde disputés à Kazan en battant successivement à deux reprises le record d'Europe sur 200 m quatre nages lors des séries et des demi-finales le 2 août. Le lendemain, elle commence par battre son record sur 100 mètres dos en réalisant le meilleur temps des séries en 58 s 78. Elle est ensuite forfait pour la demi-finale qui se déroule lors de la même session que la finale du 200 m quatre nages. En finale de cette course, elle s'impose, remportant son quatrième titre mondial en grand bassin. Battant à nouveau son record à cette occasion, elle le porte à 2 min 06 s 12, soit le nouveau record du monde de la spécialité pour trois centièmes de mieux que le précédent d'Ariana Kukors.
En 2016, elle bat le record du monde du 400 mètres 4 nages lors de la finale de la discipline aux Jeux olympiques de Rio et est donc sacrée championne olympique sur cette distance. Elle remporte ensuite le 100 mètres dos puis le 200 mètres quatre nages.

## Style, caractéristiques
Après un échec aux Jeux olympiques de Londres 2012, Katinka Hosszú décider de privilégier la compétition à l'entraînement. À l'aise sur l'ensemble des nages, elle participe également aux compétitions sur des distances variant du 100 au 400 mètres. Elle est entraînée de 2013 à 2018 par l'Américain Shane Tusup, devenu son mari,.

## En dehors des bassins
Surnommée la « Dame de fer », Katinka Hosszú crée une marque de produits dérivés à partir de ce nom qui remporte du succès en Hongrie (Iron Lady).

## Palmarès

### Jeux olympiques
| Discipline / Année   | Athènes 2004                | Pékin 2008                   | Londres 2012                      | Rio 2016              |
| 200 m nage libre     | 31e des séries 2 min 4 s 22 | –                            | –                                 | –                     |
| 100 m dos            | –                           | –                            | –                                 | Or 58 s 45            |
| 200 m dos            | –                           | –                            | –                                 | Argent 2 min 6 s 05   |
| 200 m papillon       | –                           | –                            | 9e des demi-finales 2 min 07 s 69 | -                     |
| 200 m quatre nages   | –                           | 17e des séries 2 min 13 s 05 | 8e 2 min 14 s 19                  | Or 2 min 6 s 58       |
| 400 m quatre nages   | –                           | 12e des séries 4 min 37 s 55 | 4e 4 min 33 s 49                  | Or 4 min 26 s 36 (RM) |
| 4 × 200 m nage libre | –                           | –                            | 9e des séries 7 min 54 s 58       | 6e 7 min 51 s 03      |

### Championnats du monde

#### Grand bassin
| Discipline / Année     | Melbourne 2007               | Rome 2009                        | Shanghai 2011                | Barcelone 2013                      | Kazan 2015                           | Budapest 2017                       | Gwangju 2019     |
| 200 m nage libre       | 25e des séries 2 min 2 s 00  | –                                | -                            | 9e des demi-finales 1 min 56 s 80   | 5e 1 min 56 s 19                     | 7e 1 min 56 s 35                    | -                |
| 100 m dos              | -                            | -                                | –                            | 2e des séries, puis forfait 59 s 40 | 1re des séries, puis forfait 58 s 78 | 2e des séries, puis forfait 58 s 80 | -                |
| 200 m dos              | -                            | -                                | –                            | 6e 2 min 9 s 08                     | Bronze 2 min 6 s 84                  | Argent 2 min 5 s 85 (RN)            | -                |
| 200 m papillon         | -                            | Bronze 2 min 4 s 28              | 19e des séries 2 min 10 s 48 | Bronze 2 min 5 s 59                 | 13e des demi-finales 2 min 8 s 91    | Bronze 2 min 6 s 02                 | -                |
| 200 m quatre nages     | 12e des séries 2 min 16 s 12 | Bronze 2 min 7 s 46 (RE)         | 6e 2 min 11 s 24             | Or 2 min 7 s 92                     | Or 2 min 6 s 12 (RC, RM)             | Or 2 min 7 s 00                     | Or 2 min 7 s 53  |
| 400 m quatre nages     | 11e des séries 4 min 46 s 19 | Or 4 min 30 s 31 (RC, RE)        | 15e des séries 4 min 44 s 96 | Or 4 min 30 s 41                    | Or 4 min 30 s 39                     | Or 4 min 29 s 33 (RC)               | Or 4 min 30 s 39 |
| 4 × 100 m nage libre   | -                            | 8e 3 min 39 s 53                 | -                            | -                                   | -                                    | -                                   | -                |
| 4 × 200 m nage libre   | -                            | 6e 7 min 48 s 04 (RN)            | 5e 7 min 52 s 39             | -                                   | -                                    | 6e 7 min 54 s 29                    | -                |
| 4 × 200 m quatre nages | -                            | 14e des séries 4 min 3 s 63 (RN) | -                            | -                                   | -                                    | -                                   | -                |

#### Petit bassin
| Discipline / Année | Istanbul 2012            | Doha 2014                 | Windsor 2016         | Hangzhou 2018    |
| 200 m nage libre   | Argent 1 min 54 s 31     | Argent 1 min 51 s 18      | Argent 1 min 52 s 28 | -                |
| 50 m dos           | -                        | Bronze 25 s 96            | Argent 25 s 99       | -                |
| 100 m dos          | -                        | Or 55 s 03 (RC, RM)       | Or 55 s 54           | Argent 56 s 26   |
| 200 m dos          | -                        | Or 1 min 59 s 23 (RC, RM) | Or 2 min 0 s 79      | 4e 2 min 1 s 99  |
| 100 m papillon     | -                        | -                         | Or 55 s 12           | -                |
| 200 m papillon     | Or 2 min 2 s 20 (RC, RE) | Argent 2 min 1 s 12       | Or 2 min 2 s 15      | Or 2 min 1 s 60  |
| 100 m quatre nages | Or 58 s 49 (RC)          | Or 56 s 70 (RC, RM)       | Or 57 s 24           | Or 57 s 26       |
| 200 m quatre nages | Argent 2 min 4 s 72      | Or 2 min 1 s 86 (RC, RM)  | Or 2 min 2 s 90      | Or 2 min 3 s 25  |
| 400 m quatre nages | Bronze 4 min 25 s 95     | Argent 4 min 22 s 94      | Or 4 min 21 s 67     | Or 4 min 21 s 40 |

### Championnats d'Europe

#### Grand bassin
| Discipline / Année     | Budapest 2006          | Eindhoven 2008       | Budapest 2010         | Debrecen 2012        | Berlin 2014                               | Londres 2016          | Glasgow 2018     | Budapest 2020        | Rome 2022            |
| 100 m nage libre       | —                      | 49e des séries       | —                     | —                    | 5e des demi-finales, puis forfait 59 s 48 | —                     | —                | —                    |                      |
| 200 m nage libre       | 15e des demi-finales   | —                    | —                     | —                    | Argent 1 min 56 s 69                      | —                     | —                | —                    |                      |
| 400 m nage libre       | 8e                     | 22e des séries       | —                     | —                    | —                                         | —                     | —                | —                    |                      |
| 50 m dos               | —                      | —                    | —                     | —                    | 15e des demi-finales 28 s 86              | —                     | —                | —                    |                      |
| 100 m dos              | —                      | —                    | —                     | —                    | Or 59 s 63                                | Argent 58 s 94        | 4e 59 s 64       | —                    |                      |
| 200 m dos              | —                      | —                    | —                     | —                    | 16e des demi-finales 2 min 20 s 04        | Or 2 min 7 s 01       | —                | —                    |                      |
| 100 m papillon         | —                      | —                    | —                     | —                    | 9e des séries, puis forfait 58 s 87       | —                     | —                | —                    |                      |
| 200 m papillon         | —                      | —                    | Or 2 min 6 s 71       | Or 2 min 7 s 28      | Bronze 2 min 7 s 28                       | —                     | —                | Argent 2 min 8 s 14  |                      |
| 200 m quatre nages     | 9e des demi-finales    | 6e                   | Or 2 min 10 s 09 (RC) | Or 2 min 10 s 84     | Or 2 min 8 s 11 (RC)                      | Or 2 min 7 s 30 (RC)  | Or 2 min 10 s 17 | Bronze 2 min 10 s 12 |                      |
| 400 m quatre nages     | Disqualifiée en séries | Argent 4 min 37 s 43 | Argent 4 min 36 s 43  | Or 4 min 33 s 76     | Or 4 min 31 s 03 (RC)                     | Or 4 min 30 s 90 (RC) |                  | Or 4 min 34 s 76     |                      |
| 4 × 100 m nage libre   | —                      | —                    | 4e                    | 4e 3 min 41 s 3      | —                                         | —                     | —                | —                    |                      |
| 4 × 200 m nage libre   | 8e                     | 6e                   | Or 7 min 52 s 49      | Argent 7 min 54 s 70 | Bronze 7 min 54 s 23                      | Or 7 min 51 s 63      | —                | —                    | Argent 7 min 55 s 73 |
| 4 × 100 m quatre nages | —                      | —                    | —                     | 6e 4 min 7 s 55      | —                                         | —                     | 8e 4 min 4 s 58  | —                    |                      |

#### Petit bassin
| Discipline / Année | Vienne 2004          | Chartres 2012        | Herning 2013         | Netanya 2015              | Copenhague 2017  | Glasgow 2019     |
| 400 m nage libre   |                      |                      |                      | Argent 3 min 58 s 84      |                  |                  |
| 50 m dos           |                      |                      |                      | Or 26 s 13                | Or 25 s 95       |                  |
| 100 m dos          |                      |                      |                      | Or 55 s 42 (RC)           | Or 55 s 66       |                  |
| 200 m dos          |                      |                      | Bronze 2 min 3 s 81  | Or 1 min 59 s 84 (RC)     | Or 2 min 1 s 59  |                  |
| 200 m papillon     |                      | Or 2 min 5 s 78      |                      |                           |                  | Or 2 min 3 s 21  |
| 100 m quatre nages |                      | Or 58 s 83           | Argent 57 s 96       | Or 56 s 67 (RC, RM)       | Or 56 s 97       | Or 57 s 36       |
| 200 m quatre nages |                      | Or 2 min 5 s 78      | Or 2 min 4 s 33 (RC) | Or 2 min 2 s 53 (RC)      | Or 2 min 4 s 43  | Or 2 min 4 s 68  |
| 400 m quatre nages | Bronze 4 min 35 s 41 | Argent 4 min 23 s 91 | Argent 4 min 24 s 69 | Or 4 min 19 s 46 (RC, RM) | Or 4 min 24 s 78 | Or 4 min 25 s 10 |

## Records

### Records personnels
Ces tableaux détaillent les records personnels de Katinka Hosszú en grand et petit bassin. L'indication RM signifie que le record personnel de la Hongroise constitue l'actuel record du monde de l'épreuve en question, RE l'actuel record d'Europe.
| Épreuve          | Temps              | Compétition                   | Lieu                       | Date            |
| 200 m nage libre | 1 min 55 s 41      | Coupe du monde 2015           | Dubaï, Émirats arabes unis | 6 novembre 2015 |
| 100 m dos        | 58 s 45            | Jeux olympiques d'été de 2016 | Rio de Janeiro, Brésil     | 8 août 2016     |
| 200 m dos        | 2 min 5 s 85       | Championnats du monde 2017    | Budapest, Hongrie          | 29 juillet 2017 |
| 200 m papillon   | 2 min 4 s 27       | Championnats du monde 2009    | Rome, Italie               | 29 juillet 2009 |
| 200 m 4 nages    | 2 min 6 s 12 - RM  | Championnats du monde 2015    | Kazan, Russie              | 3 août 2015     |
| 400 m 4 nages    | 4 min 26 s 36 - RM | Jeux olympiques d'été de 2016 | Rio de Janeiro, Brésil     | 6 août 2016     |

| Épreuve          | Temps              | Compétition                | Lieu                 | Date             |
| 200 m nage libre | 1 min 51 s 18      | Championnats du monde 2014 | Doha, Qatar          | 7 décembre 2014  |
| 50 m dos         | 25 s 95            | Championnats d'Europe 2017 | Copenhague, Danemark | 16 décembre 2017 |
| 100 m dos        | 55 s 03 - RM       | Championnats du monde 2014 | Doha, Qatar          | 4 décembre 2014  |
| 200 m dos        | 1 min 59 s 23 - RM | Championnats du monde 2014 | Doha, Qatar          | 5 décembre 2014  |
| 200 m papillon   | 2 min 1 s 12       | Championnats du monde 2014 | Doha, Qatar          | 3 décembre 2014  |
| 100 m 4 nages    | 56 s 51 - RM       | Coupe du monde 2017        | Berlin, Allemagne    | 7 août 2017      |
| 200 m 4 nages    | 2 min 1 s 86 - RM  | Championnats du monde 2014 | Doha, Qatar          | 6 décembre 2014  |
| 400 m 4 nages    | 4 min 19 s 46 - RM | Championnats d'Europe 2015 | Netanya, Israël      | 2 décembre 2015  |

### Records du monde battus
Ce tableau détaille les vingt records du monde battus par Katinka Hosszú durant sa carrière ; ces records l'avaient tous été en petit bassin jusqu'à ce qu'elle batte celui du 200 m 4 nages en grand bassin en août 2015.
| Épreuve                       | Temps         | Compétition                            | Lieu                       | Date               |
| 200 m 4 nages en petit bassin | 2 min 4 s 39  | Coupe du monde 2013 (séries)           | Eindhoven, Pays-Bas        | 7 août 2013        |
| 200 m 4 nages en petit bassin | 2 min 3 s 20  | Coupe du monde 2013 (finale)           | Eindhoven, Pays-Bas        | 7 août 2013        |
| 200 m 4 nages en petit bassin | 2 min 2 s 61  | Coupe du monde 2014 (finale)           | Doha, Qatar                | 27 août 2014       |
| 200 m 4 nages en petit bassin | 2 min 2 s 13  | Coupe du monde 2014 (finale)           | Dubaï, Émirats arabes unis | 31 août 2014       |
| 200 m 4 nages en petit bassin | 2 min 1 s 86  | Championnats du monde 2014 (finale)    | Doha, Qatar                | 6 décembre 2014    |
| 100 m 4 nages en petit bassin | 57 s 73       | Coupe du monde 2013 (séries)           | Eindhoven, Pays-Bas        | 8 août 2013        |
| 100 m 4 nages en petit bassin | 57 s 50       | Coupe du monde 2013 (finale)           | Eindhoven, Pays-Bas        | 8 août 2013        |
| 100 m 4 nages en petit bassin | 57 s 45       | Coupe du monde 2013 (séries)           | Berlin, Allemagne          | 11 août 2013       |
| 100 m 4 nages en petit bassin | 57 s 25       | Coupe du monde 2014 (séries)           | Doha, Qatar                | 28 août 2014       |
| 100 m 4 nages en petit bassin | 56 s 86       | Coupe du monde 2014 (séries)           | Dubaï, Émirats arabes unis | 1er septembre 2014 |
| 100 m 4 nages en petit bassin | 56 s 70       | Championnats du monde 2014 (finale)    | Doha, Qatar                | 5 décembre 2014    |
| 100 m 4 nages en petit bassin | 56 s 67       | Championnats d'Europe 2015 (finale)    | Netanya, Israël            | 4 décembre 2015    |
| 100 m 4 nages en petit bassin | 56 s 51       | Coupe du monde 2017                    | Berlin, Allemagne          | 7 août 2017        |
| 400 m 4 nages en petit bassin | 4 min 20 s 85 | Coupe du monde 2013 (finale)           | Berlin, Allemagne          | 11 août 2013       |
| 400 m 4 nages en petit bassin | 4 min 20 s 83 | Coupe du monde 2014 (finale)           | Doha, Qatar                | 28 août 2014       |
| 400 m 4 nages en petit bassin | 4 min 19 s 46 | Championnats d'Europe 2015 (séries)    | Netanya, Israël            | 2 décembre 2015    |
| 100 m dos en petit bassin     | 55 s 03       | Championnats du monde 2014 (finale)    | Doha, Qatar                | 4 décembre 2014    |
| 200 m dos en petit bassin     | 1 min 59 s 23 | Championnats du monde 2014 (finale)    | Doha, Qatar                | 5 décembre 2014    |
| 200 m 4 nages en grand bassin | 2 min 6 s 12  | Championnats du monde 2015 (finale)    | Kazan, Russie              | 3 août 2015        |
| 400 m 4 nages en grand bassin | 4 min 26 s 36 | Jeux olympiques d'été de 2016 (finale) | Rio de Janeiro, Brésil     | 6 août 2016        |

## Distinctions
Elle est désignée sportive hongroise de l'année en 2009, 2013, 2014 et 2015. Nageuse européenne de l'année en 2013 et 2014 selon Swimming World Magazine, elle est distinguée athlète de l'année en 2014 et 2015 par la FINA.